# 나가이 겐고
나가이 겐고(일본어: 永井 堅梧, 1994년 11월 6일 ~ )는 일본의 축구 선수이다.

## 구단 경력
그는 2013년부터 J리그의 마쓰모토 야마가 FC, 카탈레 도야마, 도쿠시마 보르티스, 기라반츠 기타큐슈, 시미즈 에스펄스, 요코하마 FC에서 뛰었다.